# Nywa Ternopil
PFK Nywa Ternopil (ukrainisch ПФК Нива Тернопіль) ist ein ukrainischer Fußballverein aus der galizischen Stadt Ternopil.

## Geschichte
Der FK Nywa Ternopil wurde 1978 gegründet. Nach dem Zerfall der Sowjetunion spielte der Verein ab 1992 in der höchsten ukrainischen Spielklasse, bis man in der Saison 2000/01 abstieg. Danach spielte der Verein in der zweiten Liga und zwischenzeitlich tiefer, bis er sich 2016 aus allen Wettbewerben zurückzog. Als Nachfolger wurde 2016 der PFK Nywa Ternopil gegründet.

## Trainer

### FK Nywa Ternopil
- Leonid Burjak (1993–1994)
- Wiktor Serebrjannikow
- Mychajlo Dunez
- Leonid Koltun

### PFK Nywa Ternopil
- Petro Badlo
- Serhij Sadoroschnyj
- Wassyl Malyk (2019–2020)[3]
- Ihor Klymowskyj (April 2021−September 2021)[4]
- Andrij Kupzow (seit Oktober 2021)[5]